# Maninder Sidhu
Pour les articles homonymes, voir Sidhu.
Maninder Sidhu, né en avril 1984, est un entrepreneur et homme politique canadien.
Il est député de la circonscription de Brampton-Est à la Chambre des communes du Canada depuis les élections fédérales de 2019 sous la bannière du Parti libéral du Canada.

## Biographie
Après le départ de la politique de Raj Grewal (en), ex-député libéral devenu indépendant, en lutte contre une dépendance au jeu, Maninder Sidhu devient le nouveau candidat du Parti libéral du Canada dans la circonscription de Brampton-Est lors des élections d'octobre 2019. Il remporte le scrutin avec 47,4 % des voix et une majorité de plus de 10 000 voix.
Il est réélu en 2021 avec 53,5 % des voix et de nouveau avec une majorité de plus de 10 000 voix.